# Нова (новине)
Нова су српске дневне новине чији је власник United Media. Уређивачки тим новина представља исти онај са портала nova.rs.
Новине излазе шест пута седмично, од понедељка до суботе на 32 стране.

## Историја
је 9. априла 2021. године најавила да покреће нови дневни лист Нова „са одговорним уређивачким концептом и тачним и провереним вестима”. Најављено је да ће новине Нова бити алтернатива постојећој медијској слици у штампаним медијима, јер ће јавности понудити истините информације уз кредибилне и релевантне саговорнике.
Веселин Симоновић, директор и главни и одговорни уредник портала nova.rs, рекао је 17. априла 2021. године у емисији Persona non grata да „нико неће да штампа новине Нова”. Рекао је да у Србији „постоји шест, седам машина које би могле да штампају овај лист”, и истакао да су тражили да плате и више него што је тржишна цена. Такође, рекао је да „сада у Србији у сваком послу створена атмосфера да један човек одлучује ко ће радити који посао” и да редакција портала nova.rs сматра да је улазак новина Нова у штампарије онемогућила власт, и да то између осталог показује и доказује реакција медија блиских власти.
United Media је 21. априла 2021. године упутила писмо председници владе Ани Брнабић и министарки културе и информисања Маји Гојковић позивајући их да реагују и учине све како би свим медијима омогућило да на тржишту послују под једнаким условима. Навели су да „ни у једној од земаља у којима послујемо нисмо се суочили са баријером да власници и директори државних и приватних штампарија страхују да прихвате посао, посебно у доба пандемије и економске кризе и пословних неизвесности коју је она произвела”. На писмо, Брнабићева је одговорила да је Србија „слободна земља и да она не контролише штампарије и не зна шта може да учини”.
Nova.rs је затим 6. маја 2021. године позвала све штампарије на територији Србије да доставе понуду за штампање новина Нова. Дана 27. јуна 2021. године, најављено је да ће се новине Нова штампати у штампарији Глас Славоније у Осијеку, због одбијања штампарија у Србији да врши штампање иако им је за тај посао нуђено и више од тржишне цене.